# Downtown (Lied)
Downtown ist ein Popsong aus dem Jahr 1964.
Es wurde von Tony Hatch geschrieben und, von Petula Clark gesungen (Begleitgesang: The Breakaways), zum Welthit. Das Lied wurde ein Nummer-eins-Hit in Deutschland und blieb für zwölf Wochen in den Charts.  Es erreichte den ersten Platz in den Billboard Hot 100, wurde 1965 mit dem Grammy für den „Best Rock and Roll Song“ ausgezeichnet und erhielt eine Goldene Schallplatte für mehr als eine Million verkaufter Exemplare in den Vereinigten Staaten. Im Jahr 2003 wurde es in die Grammy Hall of Fame aufgenommen.
Das Lied wurde oft gecovert, so u. a. von Ina Martell, Astrid Breck, der Gruppe Wind, Frank Sinatra, Siw Malmkvist, Dolly Parton, Marianne Faithfull, The B-52’s, Billy Preston, Emma Bunton, The Killer Barbies, den Osmond Brothers und Anya Taylor-Joy.